# Конец (станция)
Конец — упразднённый населённый пункт (станция) в Кардымовском районе Смоленской области России. Входит в состав Тюшинского сельского поселения. По состоянию на 2007 год постоянного населения не имеет.
Расположена в центральной части области в 12 км к югу от Кардымова, в 13 км южнее автодороги Р134 «Старая Смоленская дорога» Смоленск — Дорогобуж — Вязьма — Зубцов, на берегу реки Малый Вопец. В 0,1 км южнее населённого пункта расположена железнодорожная станция Конец на линии Смоленск — Сухиничи.

## История
В годы Великой Отечественной войны станция была оккупирована гитлеровскими войсками в августе 1941 года, освобождена в сентябре 1943 года.